# Amadanom
Amadanom is een bestuurslaag in het regentschap Malang van de provincie Oost-Java, Indonesië. Amadanom telt 5927 inwoners (volkstelling 2010).